# Devin Bogert
Devin Bogert (ur. 27 maja 1993) – amerykański lekkoatleta specjalizujący się w rzucie oszczepem.
W 2009 roku był siódmy na mistrzostwach świata juniorów młodszych. Zdobył srebrny medal podczas igrzysk olimpijskich młodzieży w Singapurze (2010). Medalista mistrzostw USA w kategorii juniorów. 
Rekordy życiowe: oszczep 700 gramowy – 76,88 (22 sierpnia 2010, Singapur); oszczep 800 gramowy – 75,74 (1 maja 2016, Stanford).

## Osiągnięcia
| Rok  | Impreza                               | Miejsce          | Lokata            | Wynik |
| ---- | ------------------------------------- | ---------------- | ----------------- | ----- |
| 2009 | Mistrzostwa świata juniorów młodszych | Tyrol Południowy | 7. miejsce        | 70,61 |
| 2010 | Igrzyska olimpijskie młodzieży        | Singapur         | 2. miejsce        | 76,88 |
| 2012 | Mistrzostwa świata juniorów           | Barcelona        | el. – 17. miejsce | 67,27 |